# Dasypus
Dasypus és un gènere d'armadillos de la família dels dasipòdids. És l'únic gènere vivent de la subfamília dels dasipodins i conté les següents espècies:
- Armadillo de nou bandes, Dasypus novemcinctus
- Armadillo de set bandes, Dasypus septemcinctus
- Armadillo de musell llarg meridional, Dasypus hybridus
- Armadillo de musell llarg septentrional, Dasypus sabanicola
- Armadillo de musell llarg de Kappler, Dasypus kappleri
- Armadillo de musell llarg pelut, Dasypus pilosus
- Armadillo de musell llarg de Yepes, Dasypus yepesi
- Dasypus bellus †